# Cu xanh cổ nâu
Treron fulvicollis là một loài chim trong họ Columbidae.